# Magister Software
Magister Software este o companie românească de software specializată în soluții pentru retail.

## Istoric
Compania a fost înființată în anul 2002 de către Dor Bujor Pădureanu și s-a concentrat de la bun început, pe dezvoltarea de programe specializate pentru industria de retail sub marca proprie, SmartCash. În timp, aceste produse software s-au consolidat într-o suită software completă, sub titulatura de SmartCash Retail Management System.

## Produse
SmartCash Retail Management System sau pe surt, SmartCash RMS, este o suită software complexă destinată managementului integrat al rețelelor de magazine. Suita poate fi configurată însă pentru utilizarea în orice format comercial, de la magazine mici, independente, la lanțuri mari de retail.
Cele mai importante componente ale suitei sunt: SmartCash HQ, SmartCash Shop, SmartCash POS, SmartCash Mobility, SmartCash Everywhere și SmartCash Oxygen, acestea fiind disponibile la rândul lor, în mai multe versiuni de distribuție, specifice dimensiunii fiecărui client.
Programul central de la care s-a pornit dezvoltarea suitei este SmartCash Shop, intitulat astfel în anul 1998, cu mult înainte de inființarea firmei, odată cu dezvoltarea primei versiuni SmartCash. Principala funcționalitate a programului la vremea respectivă era gestiunea stocului din magazinele cu autoservire. Dezvoltarea programului SmartCash și a aplicațiilor ulterioare a luat avânt în anul 2000, când serverul Interbase devine open-source sub titulatura Firebird SQL. În acel an, arhitectul programului decide tranziția pe acest motor de baze de date SQL gratuit. Aceasta decizie se va dovedi salutară, asigurând multiplicarea numărului de clienți mulțumită costurilor reduse datorate motorului de baze de date open-source .
În anul 2007, odată cu pătrunderea francizei Jysk pe piața din România, suita câștigă o nouă componentă, SmartCash Gateway. Aceasta a fost special concepută pentru a conecta magazinele Jysk la Navision, soluția ERP utilizată de retailerul danez.
Dezvoltatorul suitei anunță în anul 2009 o nouă componentă software, un modul destinat campaniilor de fidelizare a clienților, denumit SmartCash Fidelity, alături de driver-ul universal de comunicație pentru case de marcat online, prima aplicație software de acest tip existentă în România. Ulterior, driver-ul va deveni componenta SmartCash ECR. 
Direcția de dezvoltare a suitei SmartCash RMS se îndreaptă către gestiunea lanțurilor de magazine, apărând noi funcții și aplicații specializate. În octombrie 2011, dezvoltatorul platformei lansează o nouă componentă, SmartCash Oxygen. Aplicația, dezvoltată pe platforma QlikView, este una de tip business intelligence, folositoare pentru analiza complexă a datelor într-o rețea de retail.
Începând cu versiunea 11, titulatura platformei software primeste ca sufix anul de lansare, aceasta versiune devenind SmartCash RMS 2014.
Odată cu versiunea 2019, suita include o nouă componenta destinată mediului online, denumita SmartCash eCommerce Framework ce permite realizarea rapidă de site-uri eCommerce integrate.
Versiunea curentă a platformei SmartCash Retail Management System a fost lansată în decembrie 2023 cu titulatura SmartCash RMS 2024.

## Activitate
Serviciile pe care Magister Software le furnizează în soluțiile de tip „magazin la cheie“ sunt: asistență la organizarea magazinului, instalare și punere în funcțiune a componentelor și suport tehnic la fața locului sau la distanță. Pentru utilizatorii din țară, compania a lansat în anul 2005 un program intitulat „Partener Certificat Magister Software“, dedicat tuturor firmelor de profil din țară care doresc să ofere asistență tehnică pentru soluțiile SmartCash. În aprilie 2013, Magister relansează programul de certificare instituind pentru prima oară în branșa furnizorilor de soluții pentru retail un sistem de e-learning și testare anuală pentru partenerii companiei.

## Utilizatori
- Agricola Bacău, producător de carne și preparate din carne de pui, a implementat o soluție bazată pe SmartCash în anul 2002, în primul magazin deschis în București. În prezent există aproximativ 60 de magazine Agricola în toată țara.[8]
- Retailerul danez specializat în articole pentru casă, Jysk, intră pe piața românească în anul 2007 și deschide unități în mall-uri din întreaga țară. Pentru Jysk s-a dezvoltat componenta Gateway, care integrează sistemul ERP cu punctele de vânzare. [9] [10]
- Cris-Tim devine utilizator SmartCash în februarie 2010, achiziționând licențe pentru rețeaua proprie de magazine specializate.
- În 2010, Mic.Ro include în proiectul de dezvoltare al rețelei platforma SmartCash RMS.[11]
- În anul 2011, Vel Pitar implementează SmartCash RMS în rețeaua proprie de retail.[12]